# Au-pair
Au-pair [oˈpɛʁ] (Kurzform für „Au-pair-Mädchen“ oder „Au-pair-Junge“) nennt man junge Erwachsene oder in manchen Staaten auch Jugendliche, die gegen Verpflegung, Unterkunft und Taschengeld bei einer Gastfamilie im In- oder Ausland tätig sind, um im Gegenzug Sprache und Kultur des Gastlandes bzw. der Gastregion kennenzulernen.
Das Adjektiv dazu lautet au pair (französisch „auf Gegenleistung“). Es wird auch als Substantiv verwendet, um das abstrakte Konzept zu bezeichnen, und bleibt laut Duden in deutschen Texten in der französischen Form. Findet der Au-pair-Aufenthalt in Verbindung mit einem Sprachkurs-Aufenthalt statt, wird auch von Demi-pair gesprochen. Au-pair Austausche als Teil der Bildung und Erziehung in der Familie sind zu unterscheiden vom Schüleraustausch als Bestandteil der schulischen Bildung und der internationalen Jugendarbeit als dritter Säule der nicht-schulischen Bildung. 

## Geschichte
Die Ursprünge des Au-pair-Programms reichen ins 18. Jahrhundert zurück und stammen aus der Schweiz. Dort sandten wohlhabende Familien ihre Töchter zu Familien ins Ausland oder in anderssprachige Teile des Staates (später auch bekannt als Welschlandjahr), damit sie dort eine andere Sprache lernten und etwas Bildung erhielten. In England wurden Töchter in französischsprachige Familien geschickt. In Deutschland wurde im 19. Jahrhundert eine junge Frau, die für eine bestimmte Zeit in einer fremden Familie lebte, um dort die Haushaltsführung zu erlernen, auch Haustochter genannt.

## Allgemeines
Ein Aufenthalt als Au-pair ermöglicht jungen Menschen, mit geringem Geldaufwand einen anderen Sprach- und Kulturraum kennenzulernen. Traditionell ist eine Mehrheit der Au-Pairs weiblich, wobei der Anteil männlicher Au-Pairs in den letzten Jahren ansteigt.
Der Aufenthalt als Au-pair fördert unter anderem die
- Erweiterung des eigenen Erfahrungshorizonts
- Verbesserung der Fremdsprachkenntnisse
- Vorbereitung auf einen längeren Aufenthalt im Ausland
- Erfahrungen im Umgang mit Kindern und Haushaltsführung
- Verselbstständigung der Persönlichkeit

Die Bildung von Netzwerken, in denen sich Au-pairs austauschen, bietet für diese eine Möglichkeit, die eigene Situation in Perspektive zu setzen.

### Aufgaben
Die Hauptaufgabe für das Au-pair ist die Kinderbetreuung. Zudem wird häufig die Übernahme von leichten Hausarbeiten erwartet. Der Anteil von den übertragenen Hausarbeiten sollte 50 % der Gesamtarbeitszeit nicht überschreiten. Ein Au-pair ist nicht in erster Linie Reinigungskraft der Gastfamilie. Es scheint sinnvoll, im Au-pair-Vertrag den Anteil von Kinderbetreuung und Hausarbeiten zu regeln, um Unstimmigkeiten zu vermeiden.
Die Bundesagentur für Arbeit beschreibt die Aufgaben von Au-pairs folgendermaßen:

„Die täglichen Aufgaben eines Au-pairs sind sehr unterschiedlich. Sie hängen ganz von der Eigenart und dem Lebensstil der Familie ab, die das Au-pair bei sich aufgenommen hat.
Zum Alltag eines Au-pairs gehört im Allgemeinen:
- Leichte Hausarbeiten zu verrichten, also mitzuhelfen, die Wohnung sauber und in Ordnung zu halten sowie die Wäsche zu waschen und zu bügeln;
- das Frühstück und einfache Mahlzeiten zuzubereiten;
- die jüngeren Kinder zu betreuen, das heißt, sie zu beaufsichtigen und auf dem Weg in den Kindergarten oder in die Schule oder zu bestimmten Veranstaltungen zu begleiten, mit ihnen spazieren zu gehen oder zu spielen;
- das Haus bzw. die Wohnung zu hüten und die Haustiere zu betreuen.

Nicht zu den Aufgaben eines Au-pairs gehören die Kranken- und Altenpflege (Betreuung pflegebedürftiger Familienangehöriger).“

Hinsichtlich der konkreten Tätigkeiten von Au-pairs gibt es keine festen Richtlinien.
Dennoch sollen hier einige typische Aufgaben eines Au-pairs aufgezählt werden:
- Essen für Kinder zubereiten
- Kinder an- und ausziehen
- Kinder baden
- mit den Kindern spielen
- miteinander lesen oder vorlesen
- bei den Schulaufgaben helfen
- Kinder zum Kindergarten, zur Schule, zu Spielgruppen oder Hobbys bringen und abholen
- Wäsche der Kinder waschen und bügeln
- Kinderzimmer und eigenen Raum säubern und aufräumen

Nicht zu den Au-pair-Aufgaben zählen:
- selbständig den gesamten Haushalt führen
- Schlafzimmer der Gasteltern putzen
- Gartenarbeit verrichten
- Altenpflege

Normalerweise übertragen Gasteltern zusätzlich zu kinderbezogenen Aufgaben auch andere leichte Hausarbeiten an das Au-pair, etwa:
- nach dem Essen zum Kochen benutzte Töpfe abzuspülen, den Tisch abzuwischen und den Essbereich zu reinigen,
- das Ausräumen der Geschirrspülmaschine.[4]

Au-pairs sollten den Gasteltern keinen zusätzlichen Aufwand bereiten oder auf andere Weise zu einer Mehrbelastung werden. Au-pairs halten selbstverständlich ihr eigenes Zimmer sauber. Dies zählt nicht zur Arbeitszeit eines Au-pairs.

### Beziehung zur Familie
Neben Sprachschwierigkeiten treten auch durch kulturelle Unterschiede bedingte Missverständnisse auf. 
Das Ineinanderfallen von Arbeits- und Lebensort kann für Au-pairs, wie auch für live-in Haushaltshilfen zu einem besonderen Problem werden, wenn es zu Missstimmungen im Verhältnis zur aufnehmenden Familie kommt. Grundsätzlich sind Rücksichtnahme, gegenseitiges Wohlwollen, Geduld, Takt, Warmherzigkeit und ein vermittelndes Kommunikationsverhalten erforderlich. Die eigenen Erwartungen sollten möglichst offen und frühzeitig mitgeteilt werden.
Au-pairs sollten auch kleinere Unregelmäßigkeiten, Schäden und Probleme mit den Eltern besprechen, damit kein Misstrauen zwischen Familie und Au-pair aufkommt.
Von Seiten der Familie und des Au-pair können unterschiedliche Erwartungen über das Zusammenleben in der Familie bestehen. 
Verschiedene Punkte sollten idealerweise vor Vertragsschluss geklärt werden. Beispielsweise:
- Welche Anforderungen stellt die Gastfamilie an das Au-pair? Welcher Anteil an der Hausarbeit ist zu übernehmen? Über wie viel Zeit kann das Au-pair selber verfügen?[3]
- Raucht das Au-pair?
- Gibt es in der Familie Haustiere?
- Kann das Au-pair Freunde in sein Zimmer einladen?
- Benötigt das Au-pair die Möglichkeit zur Internet-Telefonie, sei es von zuhause aus oder einem Internet-Café, um Kontakt mit Familie und Freunden im Heimatstaat zu wahren?
- Wird das Au-pair neben den in seinem Zimmer zur Verfügung gestellten Geräten beispielsweise auch Küche, Bad, Waschmaschine, Stereoanlage, Fernseher und Computer der Familie benutzen? Wird dem Au-pair ein Fahrrad zur Verfügung gestellt und instand gehalten? Werden noch weitere Dinge benötigt?
- Erwartet die Familie, dass das Au-pair Weihnachten oder die Sommerferien nicht mit der Familie verbringt? Wird sich die Familie an den entstehenden Reisekosten beteiligen, wenn das Au-pair dann in das Herkunftsland zurückreist?

Au-pair-Agenturen versuchen meist im Vorfeld, über Fragebögen festzuhalten, was sich Au-pair-Kandidaten und Familien wünschen.
Viele Au-pair-Agenturen sehen zusätzliche Regelungen in ihren Au-pair-Verträgen vor, um klare Absprachen zwischen der gastgebenden Familie, dem Au-pair und der Agentur zu bewirken.
Au-pairs wollen ihren Unmut nicht immer innerhalb der Gastfamilie äußern, da sie befürchten, dass sich die Atmosphäre eintrübt und die entstehende Missstimmung ihren Aufenthalt in der Familie zu einem unangenehmen Erlebnis werden lässt. Au-pair-Agenturen können bei der Kommunikation unterstützen. 

### Missbrauch und Gegenmaßnahmen
Fälschlich wird das Au-pair gelegentlich als Haushaltshilfe bezeichnet. Es handelt sich auch nur bedingt um ein Arbeitsverhältnis, auch wenn beispielsweise in Deutschland eine Reihe von entsprechenden arbeits- und sozialrechtlichen Regelungen anzuwenden sind. Häufig wird von einem „Betreuungsverhältnis besonderer Art“ gesprochen.
Mitunter wird die Grenze für die Maximalarbeit ausgeweitet, in einigen Fällen bis hin zu Ausbeutung und Missbrauch, womit dann gleichermaßen ein illegales Beschäftigungsverhältnis begründet wird.
Der Bericht der Bundesregierung über die Situation und Entwicklung der Au-pair-Vermittlung vom 27. Januar 2005 schildert unter anderem die Umsetzung der Forderungen des Deutschen Bundestages zur Verhinderung von Missbrauch.
Um illegalen Arbeitsverhältnissen und Missbräuchen der in Deutschland als Au-pair Beschäftigten vorzubeugen, wurde mit Unterstützung des Bundesministeriums für Familie, Senioren, Frauen und Jugend ein RAL-Gütezeichen Au-pair entwickelt, das erstmals am 16. März 2006 an 51 Au-Pair-Agenturen vergeben wurde. Vermittler, die dieses tragen, verpflichten sich zur Kontrolle der Einhaltung aller Au-pair-Standards bei Familien und Au-pairs. Dies wiederum wird von dritter Seite neutral überwacht.
Die Teilnahme am Gütezeichen ist freiwillig. Die Pflicht einer Lizenzierung, die bis 2002 bestand, wurde im Zuge der Liberalisierung des EU-Arbeitsmarkts aufgehoben. Aufgrund dieser Deregulierung werden die Bedingungen für die Au-pairs und das Handeln der Agenturen gegenüber Au-pairs und Gastfamilien nicht mehr staatlich überprüft.

## Zahlen
2021 kamen nach Deutschland ungefähr 13.000 Au-Pairs (davon 6.000 aus EU-Ländern). 2020 waren coronabedingt 5.600 Au-Pairs in Deutschland (davon 2.800 aus EU-Ländern), 2019 kamen etwa 15.000 ausländische Au-Pairs (davon 7.000 aus EU-Ländern). Seit 2014 (ca. 11.000 Au-Pairs, davon 6.000 aus EU-Ländern) ist ein beständiger Anstieg von Au-Pairs in Deutschland zu verzeichnen. Dabei steigt der Anteil von Au-Pairs aus Nicht-EU-Ländern seit 2014 an. Die meisten Au-pairs kamen 2021 aus Tansania und Madagaskar, 2019 war Kolumbien noch an der Spitze.
Die Zahl der Deutschen, die als Au-Pair ins Ausland gehen, ist nicht bekannt, da weder Behörden, noch Verbände oder Versicherer entsprechende Zahlen erfassen.

## Vermittlung
Anfänglich waren die Wohlfahrtsverbände der Kirchen auf dem Gebiet der Au-Pair-Vermittlung tätig. 1877 wurde der deutsche Verein der Freundinnen junger Mädchen (heute unter der Bezeichnung Verein für Internationale Jugendarbeit tätig) gegründet. Auf katholischer Seite wirkte der katholische Mädchenschutzbund der Caritas (heute Internationaler katholischer Verband für Mädchen- und Frauensozialarbeit in via). Seit 1922 unterstand die Vermittlung von Au-Pairs durch das Arbeitsnachweisgesetz der Aufsicht und der Zulassungspflicht der Reichsarbeitsverwaltung. Seit 1935 bestand ein Verbot der privaten Vermittlung von Au-Pair-Stellen. Durch das Gesetz über die Wiederaufnahme der nicht gewerbsmäßigen Arbeitsvermittlung durch die Einrichtungen der freien Wohlfahrtspflege vom 9. Juni 1954 wurde die freie Vermittlung durch die beiden Wohlfahrtsverbände, die bis 1935 eine Konzession besaßen, neben der amtlichen Vermittlung wieder zugelassen. 1991 stellte die Bundesanstalt für Arbeit ihre eigene Vermittlertätigkeit für Au-Pairs ein.
Durch das Beschäftigungsförderungsgesetz 1994 vom 26. Juli 1994 konnte die Au-pair-Vermittlung auch durch Private betrieben werden, so dass seitdem eine Vielzahl von gewerblichen und gemeinnützig tätigen Au-pair-Vermittlern am Markt in Erscheinung treten. Auf die Erteilung einer Zulassung bestand bei persönlicher Eignung und Zuverlässigkeit ein Rechtsanspruch. Durch das Gesetz zur Vereinfachung der Wahl der Arbeitnehmervertreter in den Aufsichtsrat vom 23. März 2002 wurde die Erlaubnispflicht für private Au-pair-Vermittler endgültig aufgehoben. Daneben wurde auch das Verbot der Direktanwerbung von Nicht-EU Au-Pairs durch inländische Familien aufgehoben.
Dennoch gelten weiterhin Schutzvorschriften für Au-Pairs und die suchenden Familien. Darunter fallen das Schriftformerfordernis des Vermittlungsvertrags und der Bestimmung, dass Vermittler von Au-Pairs nicht mehr als 150 EUR,- Vergütung erhalten dürfen. Ein weiterer Vergütungsanspruch gegen die Familie bleibt unberührt.
2021 waren 116 private Vermittlungsagenturen in Deutschland im Markt, was einen Rückgang von 9 % gegenüber dem Vorjahr bedeutet. 2014 waren noch 209, 2015 waren 191, 2016 insgesamt 196, 2017 und 2018 noch 161, 2019 noch 151 und 2020 nur noch 128 private Vermittlungsagenturen tätig.

## Gesetzliche Regelungen in Gaststaaten

### Deutschland

#### Voraussetzungen
Einem Au-pair kann unter folgenden Voraussetzungen ein Aufenthaltstitel erteilt werden:
- Das Au-pair besitzt Grundkenntnisse der deutschen Sprache und ist unter 27 Jahre alt.
- In der Familie wird Deutsch als Mutter- oder Familiensprache gesprochen. Im letzteren Fall darf das Au-pair nicht aus einem Heimatstaat der Gasteltern stammen.

Weitere rechtliche Grundlagen für das Au-pair-Wesen gibt es nicht. Das „Europäische Übereinkommen über die Au-pair-Beschäftigung“ von 1969 hat mangels Ratifizierung keine Rechtskraft, es wird jedoch „im Allgemeinen danach verfahren.“ Deutsche Agenturen sind in der Regel Mitglied der Gütegemeinschaft Au pair e. V. und damit verpflichtet, für die Einhaltung der Regeln der Gütegemeinschaft zu sorgen. Diese orientieren sich eng am „Europäischen Übereinkommen“.
Au-pairs und Gasteltern sind nicht verpflichtet, eine Agentur in Anspruch zu nehmen. Manche Agenturen bieten an, auch ein Au-pair vor Ort zu betreuen, das sie nicht selbst vermittelt haben (etwa weil die Gasteltern über private Kontakte oder über Internetforen selber eine Person ausgewählt haben).
Ein Au-pair ist auch in Deutschland kein Hausangestellter. Die Mithilfe eines Au-pairs ist in Deutschland gesetzlich auf 30 Wochenstunden beschränkt, dies schließt das Babysitten ein. Der Verband berufstätiger Mütter betont, dass ein Au-pair nicht als Ersatz für eine qualifizierte tägliche Betreuung in einer Kindertagesstätte oder bei einer Tagesmutter angesehen werden kann, da dem Au-pair die notwendige Erfahrung fehlt und gesetzlichen Bestimmungen die tägliche Arbeitszeit eng begrenzen.
Ein Au-pair darf zum Zeitpunkt der Visumbeantragung zwischen 18 und 27 Jahre alt sein und maximal 1 Jahr in Deutschland bleiben. Grundkenntnisse der deutschen Sprache sind heute erforderlich. Die Anreisekosten bis zur Gastfamilie und zurück trägt das Au-pair.
Ein Au-pair erhält 280 Euro Taschengeld pro Monat, eine Kranken- und Unfallversicherung, kostenlose Unterbringung in einem eigenen Zimmer und alle Mahlzeiten. Dabei sitzt das Au-pair beim Essen mit am Familientisch und erhält die gleiche Mahlzeit wie die Gastfamilie; ein Au-pair hat bei den Mahlzeiten also vollen Familienanschluss.
Jedes Au-pair hat die Möglichkeit, in seiner Freizeit an einem Deutsch-Sprachkurs teilzunehmen und kulturelle und geistig anregende Veranstaltungen zu besuchen. Die Gastfamilien beteiligen sich in Höhe von 50 Euro monatlich an den Kosten des Sprachkurses.
Das Au-pair hat Anspruch auf einen freien Nachmittag und einen ganzen freien Tag pro Woche (jedoch Anspruch auf alle Mahlzeiten an freien Tagen) sowie auf Urlaub, der für ein volles Jahr 4 Wochen beträgt bzw. auf dieser Basis anteilig zu berechnen ist.

#### Steuerliche Berücksichtigung
Steuerzahlende Gasteltern können Aufwendungen für ein Au-pair (Taschengeld, Kranken-, Unfall- und Haftpflicht-Versicherung, Kosten für öffentliche Verkehrsmittel, Verpflegung, Nebenkosten für Strom und Wasser) steuerlich zumindest teilweise geltend machen (haushaltsnahes Beschäftigungsverhältnis, Kinderbetreuungskosten), wenn sie die Kosten nachweisen. Insbesondere muss ein Au-pair-Vertrag vorliegen. Das Finanzamt erkennt dabei keine Barzahlungen an, sondern nur Überweisungen.

### Vereinigte Staaten
Die Maximalmithilfe eines Au-pairs in den Vereinigten Staaten ist auf 45 Stunden pro Woche und 10 Stunden pro Tag bestimmt.
Aufgaben eines Au-pairs in den Vereinigten Staaten sind die Kinderbetreuung und damit verbundene Arbeiten wie z. B. Mahlzeiten für die Kinder zubereiten, Spielsachen aufräumen, Wäsche der Kinder waschen, Kinder zu Aktivitäten fahren und abholen. Das Au-pair ist nicht für allgemeine Hausarbeit (z. B. Kochen, Putzen, Waschen für die Gasteltern) zuständig, sondern ausschließlich für Tätigkeiten, die mit den Kindern zu tun haben.
Weitere von der US-Regierung festgelegte Bedingungen
- 1½ Tage frei pro Woche und mindestens ein freies Wochenende im Monat (von Freitagabend bis Montagmorgen)
- zwei Wochen bezahlter Urlaub oder 4 Tage bei Sommer-Au-pair
- $ 195,75 Taschengeld pro Woche oder $ 225 bei einem Au-pair mit Fachausbildung
- Unterkunft und Verpflegung frei
- eigenes Zimmer
- Krankenversicherung
- Teilnahme an Fortbildungskursen an Volkshochschule oder College ist Pflicht – 6 credits (dazu Zuschuss bis zu $ 500 / Jahr von der Gastfamilie)
- Betreuung in den USA durch die Organisation
- gegebenenfalls Unterbringung in einer anderen Gastfamilie (Rematch)
- 13. Monat bzw. 4. Monat bei Sommer-Au-pair zur freien Verfügung (z. B. für Reisen)

Teilnahmebedingungen:
- 18–26 Jahre alt
- Erfahrung im Umgang mit Kindern
- Freude am Umgang mit Kindern
- Bereitschaft, eine neue Kultur kennenzulernen
- polizeiliches Führungszeugnis
- Führerschein

Das Au-pair-Programm in den Vereinigten Staaten muss mindestens ein Jahr dauern (Ausnahme Sommer-Au-pair). Für die Teilnahme an einem Au-pair-Programm muss das sogenannte J-1 Visum beantragt werden. Dieses Visum erhält man in Deutschland nur über eine Au-pair-Organisation. Das Visum kann um 6, 9 oder 12 Monate verlängert werden.
Ein Au-pair-Aufenthalt in den Vereinigten Staaten kann über eine der 15 zertifizierten Agenturen vermittelt werden. Diese arbeiten mit dem U.S. Department of State direkt zusammen:
- 20/20 Care Exchange
- Apex Social (in den USA bekannt als A.P.EX. American Professional Exchange)[29]
- Agent Au Pair
- American Cultural Exchange
- Au Pair in America
- Au Pair 4 Me
- Au Pair International
- AuPairCare
- Cultural Care
- Cultural Homestay
- EurAuPair
- Expert Aupair
- GreatAuPair
- InterExchange
- USAupair

Nur durch eine Organisation bekommt man das notwendige Visum. Das Arbeiten jeglicher Art (auch Kinderbetreuung) in den Vereinigten Staaten ist nur mit Hilfe eines Visums legal möglich. Manche Agenturen haben ihre eigenen Aufnahmebedingungen. Beispielsweise das Bestehen eines Englischtests oder das Nachweisen einer bestimmten Anzahl an Kinderbetreuungsstunden. Viele akzeptieren nur weibliche Programmteilnehmer.
Auch Gastfamilien haben bestimmte Anforderungen zu erfüllen. Sie müssen mindestens ein Kind unter 18 haben, selbst US-Bürger und nicht mit dem Au-pair verwandt sein sowie sich ein Au-pair leisten können.

### Volksrepublik China
Die Volksrepublik China erteilt keine Au-pair-Visa. Es gibt zwar Agenturen, die ausländische Au-pairs dorthin vermitteln, sie alle behelfen sich aber mit einem Besuchervisum („F-Visum“), das eigentlich für andere Zwecke gedacht ist. Offiziell ist das Au-pair nicht zu Besuch bei der Familie, sondern bei einer Firma oder Institution.
Die Nachfrage nach einem Au-pair mit Englischkenntnissen ist groß und die Zahl der ausländischen Bewerber verhältnismäßig gering.

### Altersgrenzen
- Australien: 18–30
- Belgien: 18–26
- Volksrepublik China: 18–29
- Dänemark: 17–29
- Deutschland:
  - Visumpflichtige Au-pairs: 18–26 (Aufgrund einer ab dem 1. Juni 2013 in Kraft getretenen Veränderung des Ausländerbeschäftigungsrechts hat sich das Höchstalter für visumspflichtige Au-pairs in Deutschland von 24 auf 27 erhöht. Bei Visumsbeantragung darf man höchstens 26 Jahre sein.)
  - Ab 17 für Au-pairs aus EU/EWR/ Schweiz
  - Bis 30 für alte EU-Mitgliedstaaten sowie  Norwegen,  Island,  Schweiz und  Liechtenstein
- Finnland: 17–30
- Frankreich: 18–28
- Irland: 18–27
- Italien: 18–30
- Kanada: 19–35[28]
- Neuseeland: 18–30
- Niederlande: 18–25
- Norwegen: 18–30
- Österreich: 18–28
- Schweden: 18–30
- Schweiz: 18–30
- Spanien: 18–27
- Südafrika: 18–24
- Türkei: 18–31
- Turkmenistan: 17–25
- Vereinigtes Königreich: 17–27
- Vereinigte Staaten: 18–26[28]

## Vorbehalte entsendender Staaten
Die Regierung der Philippinen verbot ihren Staatsbürgern 1998 die Ausreise für den Zweck einer Au-pair-Tätigkeit in Europa. Hintergrund waren Fragestellungen bezüglich eines Missbrauchs von in Privathaushalten tätigen Filipinos. 2010 wurde dieses Verbot, soweit es die Schweiz, Norwegen und Dänemark betraf, auf Basis bilateraler Übereinkommen aufgehoben. Auf der Basis von Übereinkünften mit weiteren europäischen Staaten, die u. a. das Vorgehen beim Verdacht eines Missbrauchs regeln, gestattete die philippinische Regierung 2012 kinderlosen, unverheirateten 18- bis 30-jährigen Filipinos wieder die Ausreise zur Aufnahme einer maximal zweijährigen Au-pair-Tätigkeit. Vor der Ausreise ist ein verpflichtendes Vorbereitungsseminar zu absolvieren.

## Au-pair-Konvention des Europarates
Das „Europäische Übereinkommen über die Au-pair-Beschäftigung“ wurde am 24. November 1969 durch den Europarat angenommen. Es wurde 1971 durch drei Staaten (Dänemark, Frankreich und Norwegen) ratifiziert und trat dort am 30. Mai 1971 in Kraft. Später folgten Ratifizierungen durch Italien (1973), Spanien (1988) und Luxemburg (1990). Das Abkommen wurde am 2. Oktober 1976 von Deutschland unterzeichnet, harrt allerdings noch der Ratifizierung. Auch Belgien, Bulgarien, Finnland, Griechenland, Moldau und die Schweiz haben das Abkommen unterzeichnet, aber noch nicht ratifiziert (Stand: September 2018).

## Gesellschaftlicher Kontext (Deutschland)
In Deutschland waren die Zahl der Au-pair-Anträge und die Zahl der gewährten Au-pair-Visa ab 2003 stark rückläufig, wohingegen die Nachfrage gleichbleibend hoch blieb beziehungsweise anstieg. Vor allem aus den neueren EU-Mitgliedstaaten Polen, Litauen, Lettland, Estland, Tschechien, Slowakei und Ungarn kamen seit ihrem EU-Beitritt weniger Bewerbungen.
In diesem Zusammenhang forderte die Gütegemeinschaft Au pair e. V. 2007 attraktivere Rahmenbedingungen für Au-pairs sowie Erleichterung der Visumvergabepraxis, mit der Begründung, dass das Au-pair-Programm vom BMFSFJ als eine Facette im Angebotsspektrum der Kinderbetreuung zur Vereinbarung von Familie und Beruf anerkannt wurde und es zugleich der Völkerverständigung diene. Auch die Au-Pair Society e. V. kritisierte 2009 die deutsche Visumpolitik gegenüber Au-pair-Bewerbern: die Kriterien zur Erteilung eines Visums seien in den vorangehenden Jahren erheblich erschwert worden und insbesondere die Anforderungen an die Sprachkenntnisse seien zu hoch. Die FDP stellte im Juni 2008 einen Antrag an den Deutschen Bundestag, der unter anderem erleichterte Bedingungen und teils schnellere Bearbeitung von Au-pair-Anträgen vorsah. Dieser Antrag wurde am 2. Juli 2009 abgelehnt.

## Richtlinie (EU) 2016/801
Im Mai 2016 wurde die Richtlinie (EU) 2016/801 (REST-Richtlinie) verabschiedet, die unter anderem die Erteilung von Aufenthaltstiteln für Au-pair-Aufenthalte an Drittstaatler regelt.